# 新高堂書店
新高堂書店（にいたかどうしょてん）または新高堂は、日本の老舗書店。1898年（明治31年）日本統治時代の台湾で創業。戦後引き揚げて東京の中目黒駅前に移転。2023年（令和5年）に閉業した。

## 戦前

### 台湾の新高堂

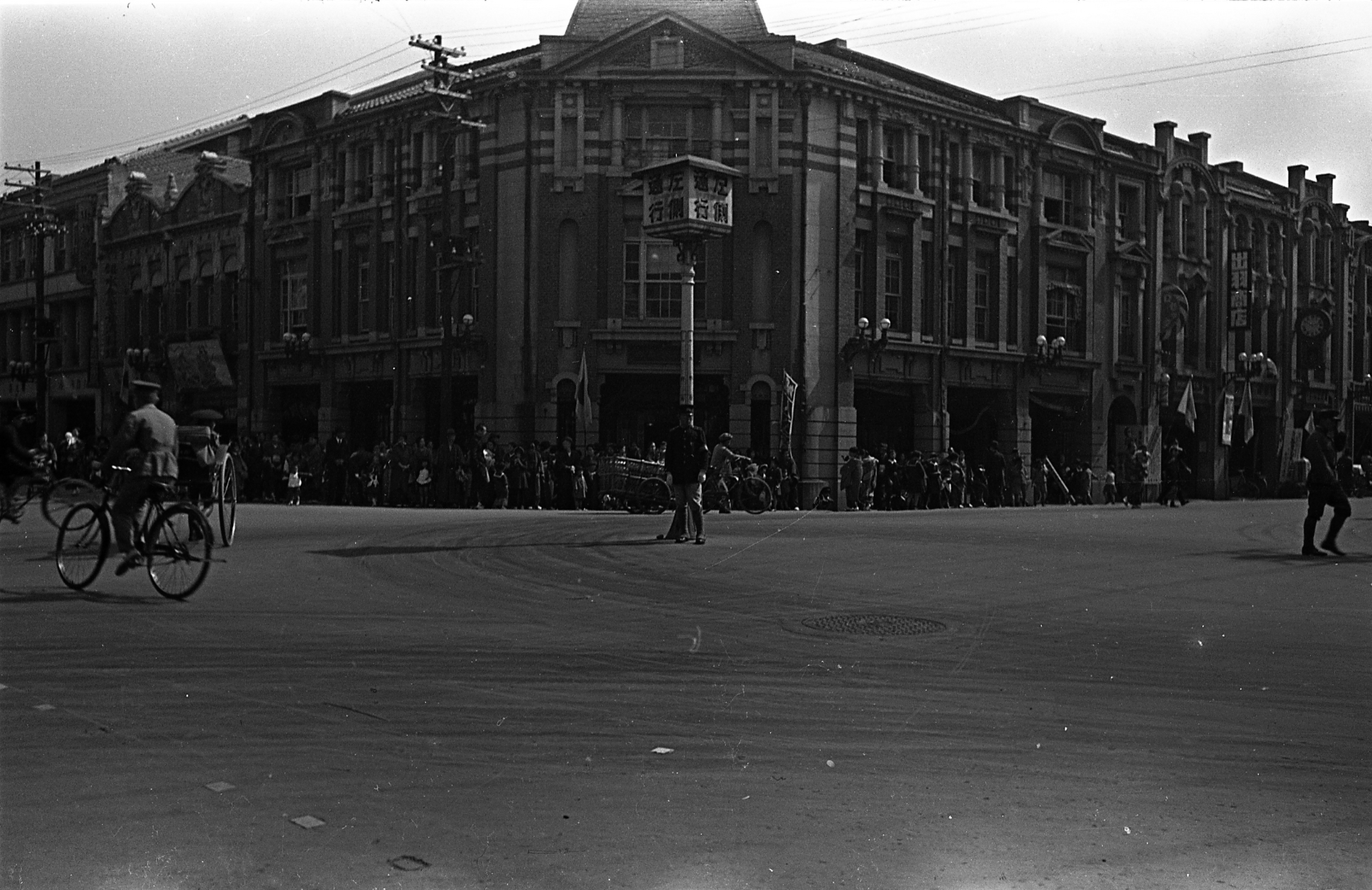
台北市・栄町の新高堂ビル（1943年撮影）

1898年、初代店主村崎長昶（むらさき ながあき、経歴後述）が台北で創業した。店名は新高山にちなむ。
当初は小さな文具店だったが、業務拡大し、内地から仕入れた書籍や雑誌、現地用の日本語教科書の販売で発展した。さらにスポーツ用品・楽器・宝くじの販売や、伊能嘉矩の台湾研究書、台湾の公務員試験参考書、『台北写真帖』『南邦経済』などの自社出版も扱った。従業員は日本人だけでなく台湾人もいた。当時台湾には複数の日本書店があったが、最大の書店は新高堂だった。
1915年、店舗が台湾総督府そばの栄町の一等地（現在の重慶南路と衡陽路の交差点）に移転。総督府から支援も受け、3階建て赤レンガのビルとなった（設計者は森山松之助）。
「プレイステーションの生みの親」久夛良木健は、祖父が村崎長昶の親族であり、新高堂の支配人を務めた人物だった。前半生を台湾で過ごした西川満は、晩年の随筆で新高堂の思い出を述べている。

### 創業者・村崎長昶
村崎長昶（1870年 ‐ 1950年）は、熊本県不知火村生まれ。中学済々黌出身。1891年沖縄に渡り『琉球踊狂言』『琉球風俗記』を著述。1895年台湾割譲の年、初代総督の樺山資紀と同じ船で妻子と渡台。陸軍省職員を務めた後、1898年新高堂を創業。現地の伝染病で我が子を失うなど苦労のなか経営を続けた。1922年台湾書籍商組合の設立を牽引し、終戦まで組合長を務めた。その間、台北市会議員、台湾製紙・台湾出版会の理事、関連企業の主要株主も務めた。没後に回顧録が公刊されている。

## 戦後

### 中目黒の新高堂

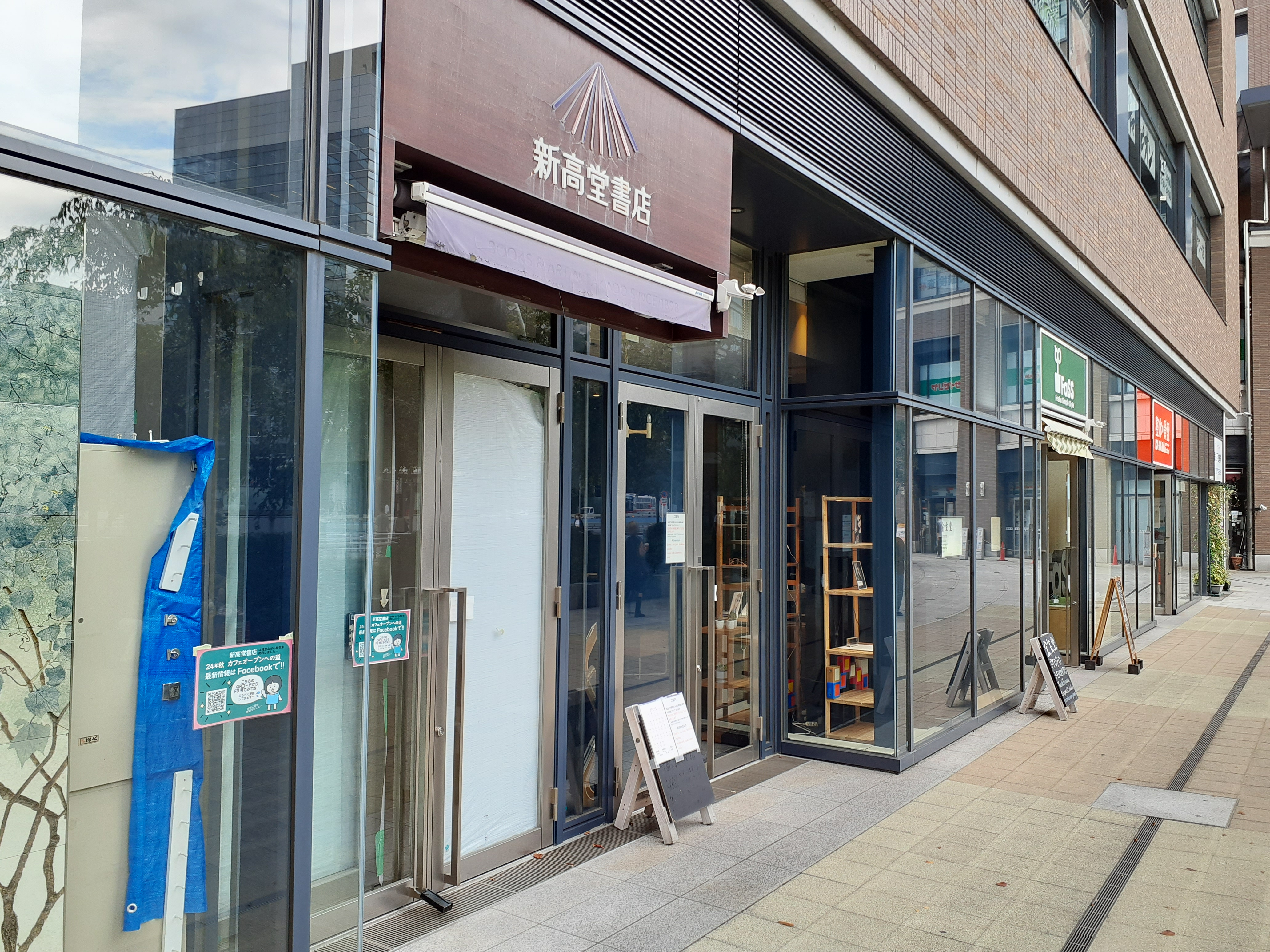
中目黒の新高堂（2024年撮影）

1946年、村崎家はわずかな財産を持って引き揚げ、大分・千葉・東京の親類の家を転々とした。
1948年ごろ、2代目店主（村崎長昶の養子で弟の実子）が、空襲の跡が残る中目黒駅前の一角を購入し再開店した。以降「街の本屋」「地域密着の本屋」として地元民に親しまれた。2010年、中目黒駅前の再開発に伴い「中目黒アトラスタワー」の商業施設に入った。
2023年12月30日、出版不況の波に抗えず、5代目店主（村崎長昶の玄孫）の苦渋の決断のもと閉業した。閉業予告がSNS等で広まると、日本だけでなく台湾からも、メディア取材や、閉業を惜しむ客が訪れた。

### 台湾の新高堂の跡

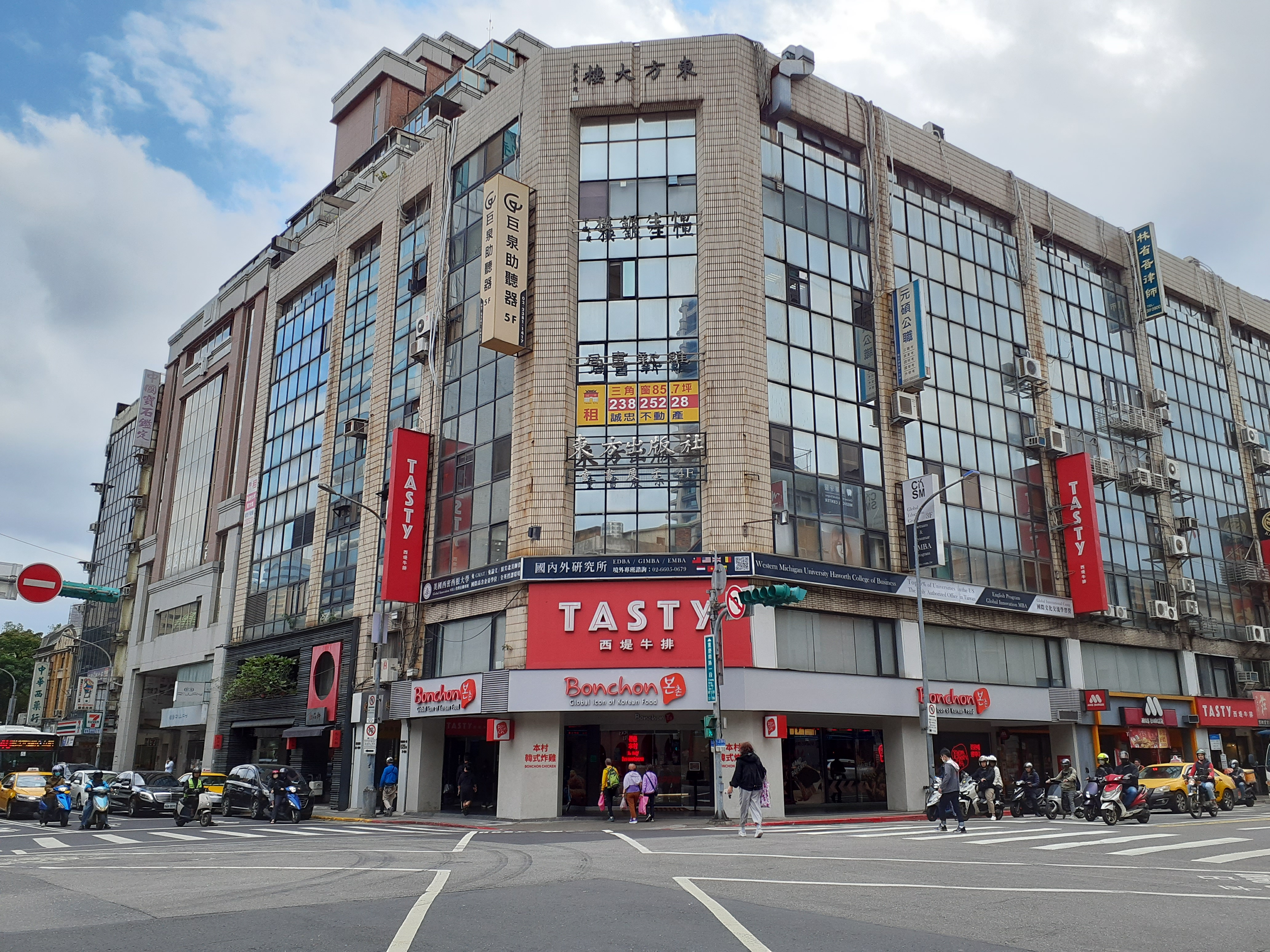
台北市の新高堂跡地にある東方出版社ビル（2024年撮影）

戦後、赤レンガの新高堂ビルは、外省人の国民党関係者に引き継がれ「東方出版社」が入居した。東方出版社は、戦後台湾における国語児童書の大手出版社として知られる。1980年、新高堂ビルは解体され、8階建てガラス張りのビル（東方大樓）となった。中目黒の新高堂店主や、上記の久夛良木健が東方出版社を訪問している。
2016年、台湾独立書店文化協会が刊行した『台湾書店百年の物語』では、台湾書店史最初の店として新高堂が紹介されている。